# 管楽器プレイヤーズコンテスト
ヤマハ管楽器プレイヤーズコンテスト（ヤマハかんがっきプレイヤーズコンテスト）は、ヤマハミュージックメディア社の運営する国内最大の音楽配信サイト「MySound」が主催した日本国内初めてとなるWEB上の管楽器演奏者を対象とした音楽コンテストである。

## 概要
2007年11月〜2008年２月にかけて、ヤマハミュージックメディア社が運営する国内大手のダウンロード配信サイト「MySound」(※1)において国内初のWEB上の管楽器コンテストとして開催された。 
楽器編成、音楽ジャンル、国籍、年齢、プロアマ不問等の幅広い出場条件で入賞者には賞金のほか音楽機材などの豪華賞品が授与された。
そのほかグランプリ受賞者には同年開催された「ヤマハ管カラフェスタFINAL全国大会」(※2)、楽器フェアへのゲスト出演などの関連イベントへの招聘がなされるなど当時インターネットの枠を越える画期的な催しとなった。